# Just Dance 2024 Edition
Just Dance 2024 Edition é um jogo de ritmo de dança de 2023 desenvolvido e publicado pela Ubisoft. Foi revelado em 12 de junho de 2023 durante a apresentação do Ubisoft Forward de junho de 2023 como o décimo quinto episódio da série e o segundo pacote anual de músicas após seu antecessor Just Dance 2023 Edition. Foi lançado em 24 de outubro de 2023 para Nintendo Switch, PlayStation 5 e Xbox Series X/S.

## Jogabilidade
Tal como acontece com as versões anteriores da franquia, os jogadores devem imitar a coreografia do treinador na tela para uma música escolhida usando o aplicativo de smartphone associado ao jogo (os jogadores do Nintendo Switch têm a opção de usar os controladores Joy-Con do console). A Edição 2024 mantém todos os recursos da Edição 2023, mas introduz novos recursos no aplicativo Just Dance, como "Compartilhamento de músicas", que permite que jogadores de qualquer edição compartilhem músicas entre si. Todos os proprietários de qualquer edição têm acesso a todas as músicas e atualizações do Just Dance+. O rastreamento da câmera retornará à série em um teste beta no final de 2023 com dez músicas da edição 2024 e cinco músicas da edição 2023, que utiliza a câmera do smartphone do jogador no modo single player.

## Modo Historia
Uma continuação da lista de reprodução da história "Enter the Danceverses" na edição 2023, intitulada "Dance with the Swan", faz parte do jogo.
Após sua derrota na história anterior, Night Swan começa seu plano de vingança. Ela rouba a bola de discoteca antropomórfica de Wanderlust, depois a usa para sequestrar Sara do mundo real e começa a corromper.

## Lista de Musica
As seguintes músicas aparecem no Just Dance 2024 Edition (Incluindo músicas exclusivas do serviço Just Dance+):
| Música                                       | Artista                                                             | Ano  |
| -------------------------------------------- | ------------------------------------------------------------------- | ---- |
| "A Night in the Château de Versailles"       | The Just Dance Orchestra                                            | 2023 |
| "A Queda"                                    | Gloria Groove                                                       | 2021 |
| "After Party"                                | Banx & Ranx Feat. Zach Zoya                                         | 2023 |
| "Butter"                                     | BTS                                                                 | 2021 |
| "Calm Down"                                  | Rema                                                                | 2022 |
| "Canned Heat"                                | Jamiroquai                                                          | 1999 |
| "Can't Tame Her"                             | Zara Larsson                                                        | 2023 |
| "Chaise Longue"                              | Wet Leg                                                             | 2021 |
| "Cradles"                                    | Sub Urban                                                           | 2019 |
| "Cure for Me"                                | Aurora                                                              | 2021 |
| "Despechá"                                   | Rosalía                                                             | 2022 |
| "Don't Cha"                                  | The Pussycat Dolls Feat. Busta Rhymes                               | 2005 |
| "Flowers"                                    | Miley Cyrus                                                         | 2023 |
| "Gimme More"                                 | Britney Spears                                                      | 2007 |
| "How You Like That"                          | Blackpink                                                           | 2020 |
| "I Am My Own Muse"                           | Fall Out Boy                                                        | 2023 |
| "I Wanna Dance with Somebody (Who Loves Me)" | Whitney Houston                                                     | 1987 |
| "I'm Good (Blue)"                            | David Guetta and Bebe Rexha                                         | 2022 |
| "I'm Not Here to Make Friends"               | Sam Smith                                                           | 2023 |
| "It's the Most Wonderful Time of the Year"   | Andy Williams                                                       | 1963 |
| "Kill Bill"                                  | SZA                                                                 | 2023 |
| "Makeba"                                     | Jain                                                                | 2015 |
| "My Name Is"                                 | D Billions                                                          | 2020 |
| "Never Be Like You"                          | Flume Feat. kai                                                     | 2016 |
| "Rapper's Delight"                           | Groove Century (Ficou famoso por The Sugarhill Gang)                | 1979 |
| "Sail"                                       | Awolnation                                                          | 2010 |
| "Say My Name"                                | Ateez                                                               | 2019 |
| "Shine a Little Love"                        | The Sunlight Shakers (Ficou famoso por Electric Light Orchestra)    | 1979 |
| "Stronger (What Doesn't Kill You)"           | Kelly Clarkson                                                      | 2012 |
| "Survivor"                                   | Destiny's Child                                                     | 2001 |
| "Swan Lake (Remix)"                          | The Just Dance Orchestra (Ficou famoso por Pyotr Ilyich Tchaikovsky | 1877 |
| Tainted Love                                 | The Just Dancers (Ficou famoso por Gloria Jones)                    | 1965 |
| "Tití Me Preguntó"                           | Bad Bunny                                                           | 2022 |
| "Treasure"                                   | Bruno Mars                                                          | 2013 |
| "This Wish"                                  | Ariana DeBose                                                       | 2023 |
| "Vampire"                                    | Olivia Rodrigo                                                      | 2023 |
| "Wasabi"                                     | Little Mix                                                          | 2018 |
| "Whitney"                                    | Rêve                                                                | 2022 |
| "Woof"                                       | Sofi Tukker Feat. Kah-Lo                                            | 2023 |
| "You Should See Me in a Crown"               | Billie Eilish                                                       | 2018 |

### Just Dance+
Just Dance+ continua a ser oferecido na edição 2024, oferecendo músicas recentemente portadas de jogos Just Dance anteriores, bem como músicas exclusivas do serviço.
As músicas exclusivas do serviço incluem:
| Música                       | Artista                         | Ano  | Data de lançamento      |
| ---------------------------- | ------------------------------- | ---- | ----------------------- |
| "A Whole New World"          | Mena Massoud e Naomi Scott      | 1992 | 5 de dezembro de 2023   |
| "Zero to Hero"               | Sounds of Blackness             | 1997 | 5 de dezembro de 2023   |
| "When Will My Life Begin?"   | Mandy Moore                     | 2010 | 9 de janeiro de 2024    |
| "I'll Make a Man Out of You" | Donny Osmond                    | 1998 | 9 de janeiro de 2024    |
| "Otonablue"                  | Atarashii Gakko!                | 2020 | 30 de janeiro de 2024   |
| "Boy's a Liar Pt. 2"         | PinkPantheress and Ice Spice    | 2023 | 27 de fevereiro de 2024 |
| "Hollaback Girl"             | Gwen Stefani                    | 2005 | 27 de fevereiro de 2024 |
| "Sk8er Boi"                  | Avril Lavigne                   | 2002 | 26 de março de 2024     |
| "Greedy"                     | Tate McRae                      | 2023 | 26 de março de 2024     |
| "Darkest Hour"               | The Rising Swan                 | 2024 | 14 de maio de 2024      |
| "Murder on the Dancefloor"   | Sophie Ellis-Bextor             | 2001 | 14 de maio de 2024      |
| "Don't Rush"                 | Young T & Bugsey FT. Headie One | 2019 | 18 de junho de 2024     |
| "Todo de Ti"                 | Rauw Alejandro                  | 2021 | 18 de junho de 2024     |
| "Paparazzi"                  | Lady Gaga                       | 2009 | 16 de julho de 2024     |

1. 1 2 3  Disponibilizado para todos os jogadores no evento de celebração Just Dance 2024 Edition
2. ↑  Disponível gratuitamente em Just Dance + por tempo limitado de 12 a 21 de junho de 2023.[15]
3. 1 2 3 4  Temporada 1: Disney Magical Time
4. ↑  Também disponível como faixa exclusiva em japonês na trilha sonora
5. 1 2 3 4  Temporada 2: Y2K
6. 1 2  Night Swan: The Prequel
7. 1 2 3  Temporada 3: Lights Out
8. 1 2  Gratuito por tempo limitado, de 18 de junho a 15 de julho
9. ↑  Gratuito por tempo limitado, de 16 de julho a 12 de agosto

## Referência
1. ↑  «Just Dance 2023 Reveal and Gameplay Overview | Ubisoft Forward 2022». IGN. 10 de setembro de 2022. Consultado em 10 de setembro de 2022. Cópia arquivada em 20 de novembro de 2022
2. ↑  Vicencio, Chastity (12 de setembro de 2022). «Just Dance 2023 Edition Coming November 22». Ubisoft News. Consultado em 12 de setembro de 2022. Cópia arquivada em 12 de setembro de 2022
3. ↑  «Just Dance 2024 Edition: Nintendo Switch™, PlayStation 5, Xbox Series X|S». www.ubisoft.com (em inglês). Consultado em 12 de junho de 2023
4. ↑  Just Dance 2024 Edition - What's coming in the October Update (em inglês), consultado em 10 de outubro de 2023
5. ↑  Dina [@TheFairyDina] (24 de outubro de 2023). «This just in: the @justdancegame team is working on a CAMERA SCORING that will be available « this winter » At launch it will be in beta, on 15 maps (10 maps of JD24, 5 maps of JD23) and only for solo playing» [Acabou de chegar: a equipe @justdancegame está trabalhando em um CAMERA SCORING que estará disponível «neste inverno» No lançamento estará em beta, em 15 mapas (10 mapas de JD24, 5 mapas de JD23) e apenas para jogar solo] (Tweet)  – via Twitter
6. ↑  «Just Dance 2024 Edition – Creative Director Discusses New Features and Just Dance+ Year 2». news.ubisoft.com (em inglês). Consultado em 25 de julho de 2023
7. ↑  Just Dance 2024 Edition - Story Playlist Trailer (em inglês), consultado em 11 de outubro de 2023
8. ↑  «Does Just Dance 2024 have a story mode?». VideoGamer.com (em inglês). 26 de outubro de 2023. Consultado em 28 de outubro de 2023
9. ↑  «Data de lançamento de Just Dance 2024, músicas e mais». The Loadout. 12 de junho de 2023
10. ↑  «Just Dance 2024 Edition Disponível em 24 de outubro de 2023». Ubisoft. 13 de junho de 2023
11. ↑  «Lista de músicas e lista de faixas de Just Dance 2024». The Loadout. 14 de setembro de 2023
12. ↑  Just Dance 2024 Edition | Launch Song List Trailer (em inglês), consultado em 24 de outubro de 2023
13. ↑  Issa, Marie-Antoinette (25 de setembro de 2023). «Não consegue ir a Paris? Diga Oui para este plano B». Women Love Tech. Consultado em 27 de setembro de 2023
14. ↑  «Just Dance 2024 - ESRB». ESRB (em inglês). Consultado em 31 de agosto de 2023
15. ↑  «We noticed that some players were unable to access Just Dance 2023 Edition on June 13th». Twitter (em inglês). Consultado em 19 de junho de 2023
16. ↑  «Take these visions and decipher them how you please, my pawns.» [Peguem essas visões e decifrem-nas como quiserem, meus peões.]. Twitter (em inglês). Consultado em 15 de outubro de 2023
17. ↑  『ジャストダンス2024エディション』新しい学校のリーダーズ - オトナブルー [“Just Dance 2024 Edition” Novos Líderes Escolares – Adulto Azul]. Ubisoft Japan. 2 de outubro de 2023. Consultado em 3 de outubro de 2023 – via YouTube